# Team Storck-Metropol Cycling
Das Team Storck-Metropol Cycling ist ein deutsches Radsportteam mit Sitz in Hanau. 

## Organisation und Geschichte
Das Team entstand zur Saison 2023 aus der Fusion der beiden deutschen Rad-Bundesliga-Teams Hanau-Storck und Wheelsports Metropol und ist als UCI Continental Team lizenziert. Einer der Hauptsponsoren und Fahrradausstatter ist Storck Bicycle.
Haupteinsatzgebiet des Teams sind die Rennen der UCI Continental Circuits sowie des nationalen Kalenders einschließlich der Rad-Bundesliga. Den ersten internationalen Sieg für das Team erzielte 2023 Niklas Behrens, der als Stagiaire für das Team fuhr, mit einem Etappenerfolg bei der Flanders Tomorrow Tour.

## Saison 2025
Mannschaft
| Teamkader 2025          | Teamkader 2025     | Teamkader 2025 | Teamkader 2025                         |
| Name                    | Geburtsdatum       | Land           | Vorheriges Team                        |
| ----------------------- | ------------------ | -------------- | -------------------------------------- |
| Lucas Carstensen        | 16. Juni 1994      | Deutschland    | Roojai Insurance (2024)                |
| Moritz Czasa            | 3. Juni 2002       | Deutschland    | Rad-Net Oßwald (2024)                  |
| Roman Duckert           | 12. Januar 2002    | Deutschland    | Cologne Riders p/b Dauner-Akkon (2023) |
| Robin Fischer           | 4. Januar 1994     | Deutschland    |                                        |
| Toni Franz              | 5. Januar 1997     | Deutschland    | Berthold RadTeam (2022)                |
| Paul Keller             | 7. Mai 2003        | Deutschland    |                                        |
| Felix Kloss             | 7. Februar 2006    | Deutschland    |                                        |
| Max Märkl               | 4. März 2004       | Deutschland    | Rad-Net Oßwald (2023)                  |
| Dominik Merseburg       | 15. September 1991 | Deutschland    | Stradalli-Bike Aid (2016)              |
| Jan Münzer              | 7. Mai 2001        | Deutschland    |                                        |
| Oscar Schempp           | 18. März 2005      | Deutschland    |                                        |
| Campo Schmitz           | 15. Juni 2001      | Deutschland    |                                        |
| Patrick Schubert        | 21. März 1984      | Deutschland    |                                        |
| Mateusz Uryga           | 11. Januar 2005    | Polen          |                                        |
|                         |                    |                |                                        |
| Quelle: ProCyclingStats |                    |                |                                        |

Erfolge
| Siege | Siege  | Siege | Siege  | Siege  | Siege |
| Datum | Rennen | Staat | Klasse | Sieger |       |
| ----- | ------ | ----- | ------ | ------ | ----- |

## Erfolge pro Saison
| Rennserie                 | 2023 | 2024 |
| ------------------------- | ---- | ---- |
| UCI ProSeries             | -    | -    |
| UCI Continental Circuits  | 1    | 1    |
| nationale Meisterschaften | -    | -    |

## Platzierungen in der UCI-Weltrangliste
| World Ranking | World Ranking | World Ranking          | World Ranking |
| Jahr          | Teamwertung   | Einzelwertung          |               |
| ------------- | ------------- | ---------------------- | ------------- |
| 2023          | 183.          | Roman Duckert (1770. ) |               |
| 2024          | 176.          | Noé Ury (1614. )       |               |
|               |               |                        |               |
| Quelle: UCI   |               |                        |               |